# Iglesia de San Pedro (Ávila)
La iglesia de San Pedro es un templo románico ubicado en la ciudad española de Ávila. Fue declarada monumento nacional el 30 de mayo de 1914, mediante una real orden publicada en la Gaceta de Madrid el 10 de junio de ese mismo año, con la rúbrica de Francisco Bergamín, ministro de Instrucción Pública y Bellas Artes. En la actualidad cuenta el estatus de Bien de Interés Cultural.
Ha sido expresamente declarada en 1985 Patrimonio de la Humanidad, como elemento individual integrante del conjunto Ciudad vieja de Ávila e iglesias extramuros (ref. 348-005, con un ámbito protegido de 0,14 ha).

## Descripción
La iglesia se encuentra frente a la puerta del Alcázar de la muralla de Ávila, al lado del monasterio benedictino de Nuestra Señora de la Antigua. La primera referencia la encontramos en un documento de 1103, apareciendo en la «Crónica de la Población de Ávila» (1173).
El edificio presenta planta de cruz latina, con tres naves que terminan en tres ábsides, siendo la nave central más alta que las laterales. Las tres puertas de entrada son románicas, en la del lado occidental o de los pies destaca un gran rosetón sobre la fachada. El conjunto está rodeado de un espacio ajardinado y enlosado. Preside la plaza de Santa Teresa, también conocida como «plaza del Mercado Grande». En su interior cuenta, entre otras obras de arte, con tallas de santa Catalina y san Pablo.

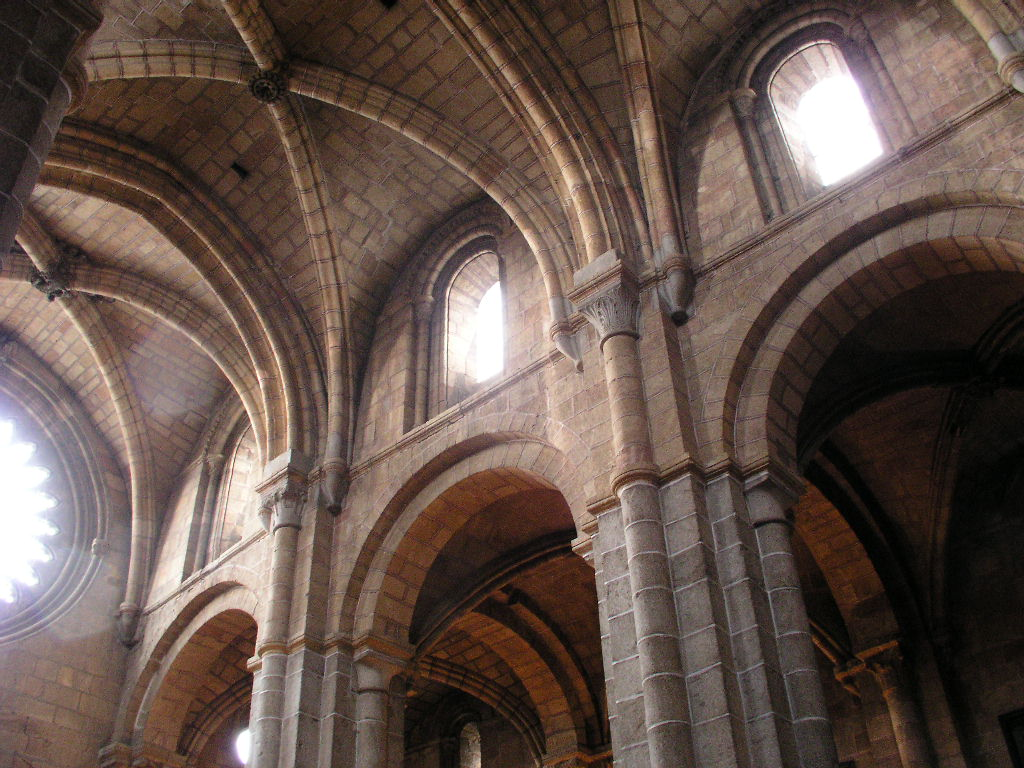
Interior
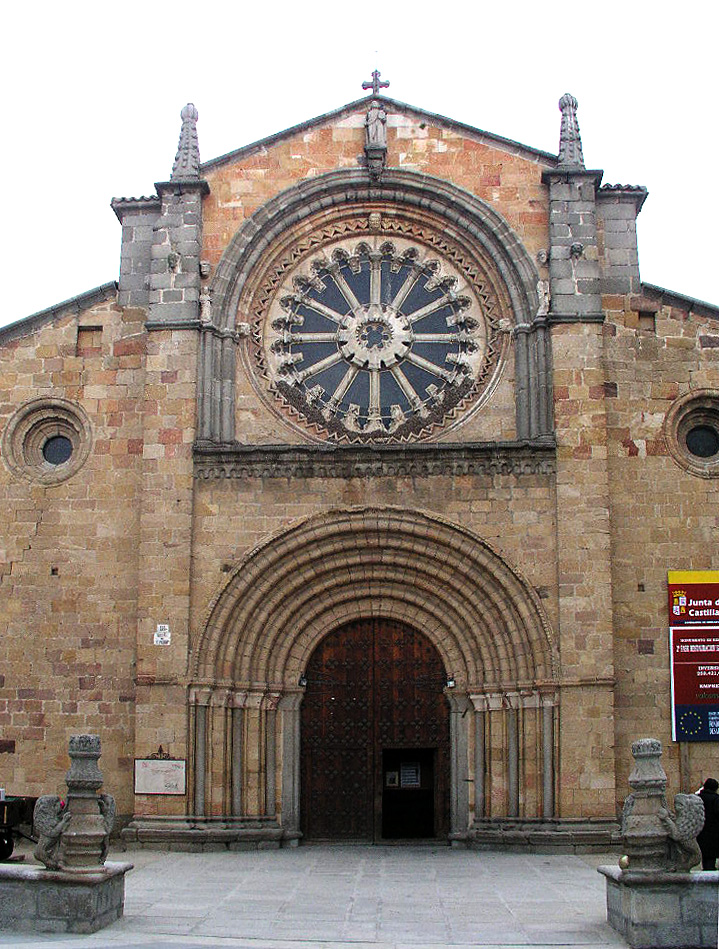
Portada
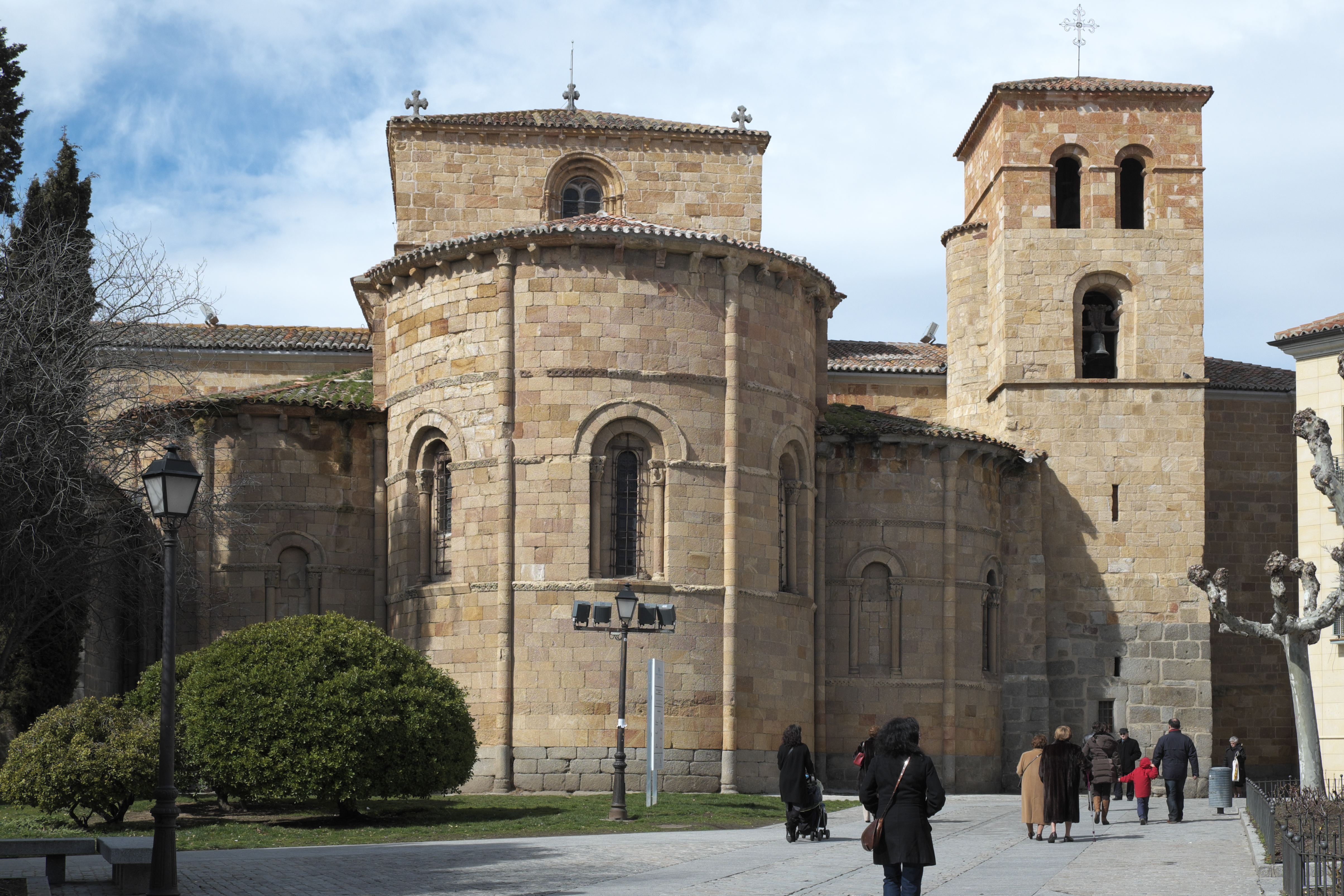
Ábside
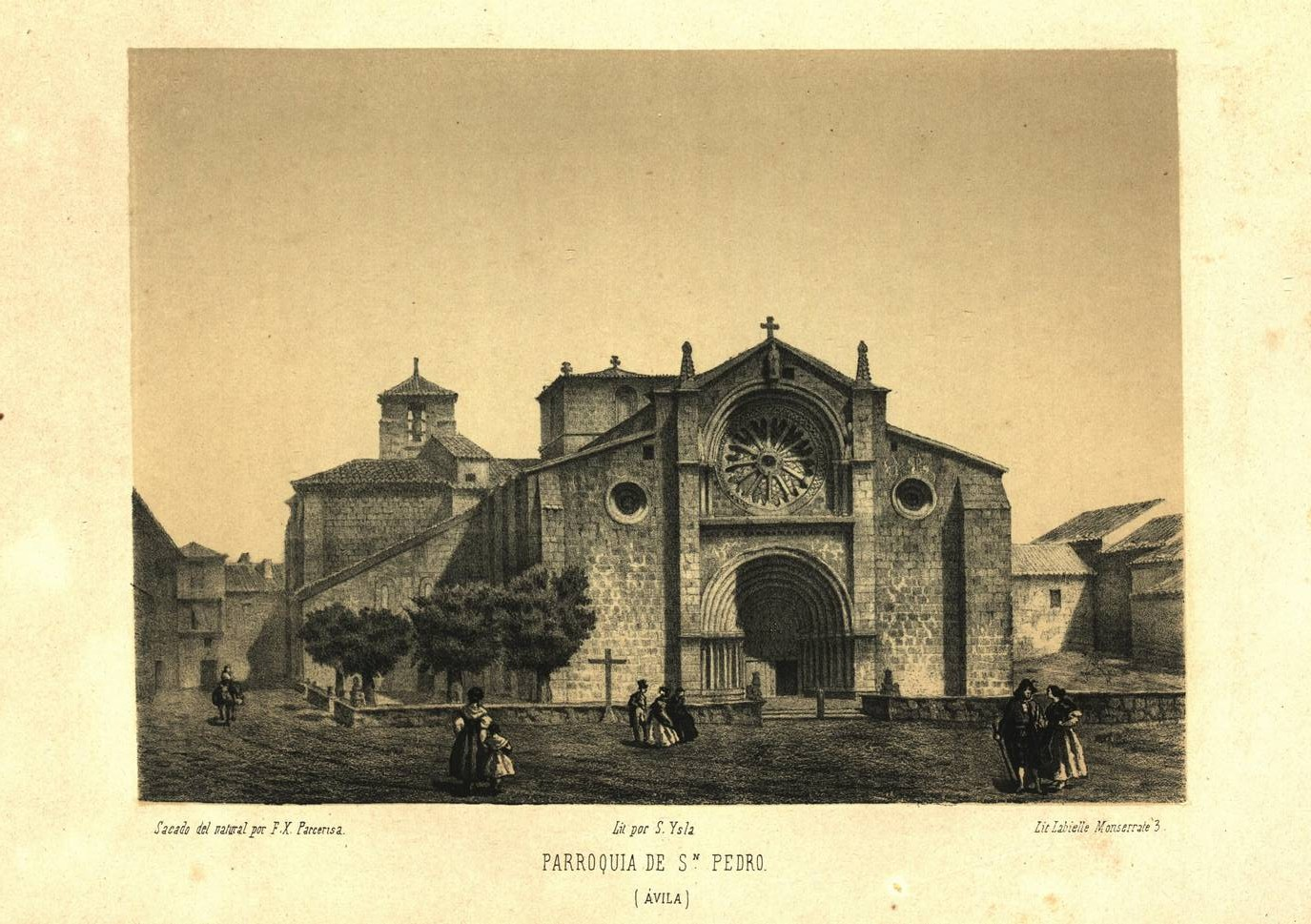
Litografía de Parcerisa (1865)